# Terrell Burgess
Terrell Joseph-Nathaniel Burgess (Oceanside, 12 novembre 1998) è un giocatore di football americano statunitense che milita nel ruolo di safety per i Buffalo Bills della National Football League (NFL).

## Carriera

### Los Angeles Rams
Burgess al college giocò a football all'Università dello Utah dal 2016 al 2019. Fu scelto nel corso del terzo giro (104º assoluto) del Draft NFL 2020 dai Los Angeles Rams. Debuttò come professionista nella gara del primo turno contro i Dallas Cowboys mettendo a segno un tackle nella vittoria. Nella settimana 7 si ruppe una caviglia, venendo inserito in lista infortunati e chiudendo la sua stagione da rookie con 8 placcaggi e un passaggio deviato in 7 presenze.
Il 13 febbraio 2022 Burgess scese in campo da subentrato nel Super Bowl LVI vinto contro i Cincinnati Bengals per 23-20, conquistando il suo primo titolo.

## Palmarès
- Super Bowl : 1

Los Angeles Rams: LVI
- National Football Conference Championship: 1

Los Angeles Rams: 2021